# 马定中
马定中（1927年10月—2020年5月9日），河南新野人，中国历史学家，原中南财经大学教授。主要研究中共党史和中国近代革命史。

## 生平
1927年生于河南省新野县城郊乡上青羊村。1948年6月进入中原大学学习。1955年中国人民大学研究生毕业。长期从事中国革命史研究与教学工作。参与编写《中国共产党历史讲义》《中国革命史》等著作。1988年5月离休。2020年5月9日13时30分在武昌去世。